# Caprithrips
Caprithrips (лат.) — род трипсов из семейства Thripidae (Thysanoptera).

## Распространение
Это род Старого Света, но вид, обнаруженный в южном Китае, обычно встречается в районе Карибского моря, а также на юго-востоке США.

## Описание
Мелкие насекомые. Самка бескрылая. Голова вытянута вперед; верхнечелюстные пальпы 2- или 3-сегментные; глаза с несколькими слабопигментированными фасетками; глазницы отсутствуют; глазничные волоски I присутствуют, волоски III короткие; четыре пары заднеглазничных волосков. Антенны 6-8-сегментные, сегмент I без парных дорсо-апикальных волосков, III и IV с простыми конусами чувств, III—VI с несколькими микротрихиями на обеих поверхностях. Пронотум почти такой же длины, как и ширины, трапециевидный, все волоски мельчайшие. Мезонотум либо отделен от метанотума, либо частично слит медиально; присутствуют две пары кампановидных сенсилл. Метанотум с 10-18 мельчайшими волосками; кампановидные сенсиллы отсутствуют. Простернальные ферны разделены или не разделены, часто нечетко слиты с базантрами; базантра мембранозная с 0-5 парами волосков; простернальный край слегка узкий и поперечный. Мезостернум со стерноплевральными швами, достигающими переднего края; эндофурка без спинулы. Метастернальная эндофурка без шипика. Лапки 2-сегментные. Тергиты без ктенидий и не отделены от латеротергитов; I—VIII каждый с широким краспедумом, четырьмя парами волосков, срединной кампановидной сенсиллой у заднего края; тергит X со срединной перегородкой. Стерниты с краспедами или без них, с дискальными волосками; стерниты III—VII с тремя парами постеромаргинальных волосков; VII с S1 волосками немного впереди заднего края; латеростерниты с зубчатыми краспедами. Самец сходен с самкой; тергит IX с парными крепкими дрепанами; стерниты III—VII каждый с продолговатой поровой пластинкой перед антекостальным гребнем. Все виды этого рода связаны с листьями злаков.

## Классификация
Включён в состав подсемейства Thripinae, где Caprithrips по внешнему виду похожи на виды Aptinothrips. Однако их общие характерные признаки, возможно, связаны с их общей средой обитания, листьями травы, и отсутствием крыльев.
- Caprithrips ajanta Bhatti, 1980
- Caprithrips analis Faure, 1933[2]
- Caprithrips insularis Beshear, 1975[3]
- Caprithrips melanophthalmus (Bagnall, 1927)
- Caprithrips moundi Bhatti, 1980
- Caprithrips orientalis Bhatti, 1973[4]